# Руяни

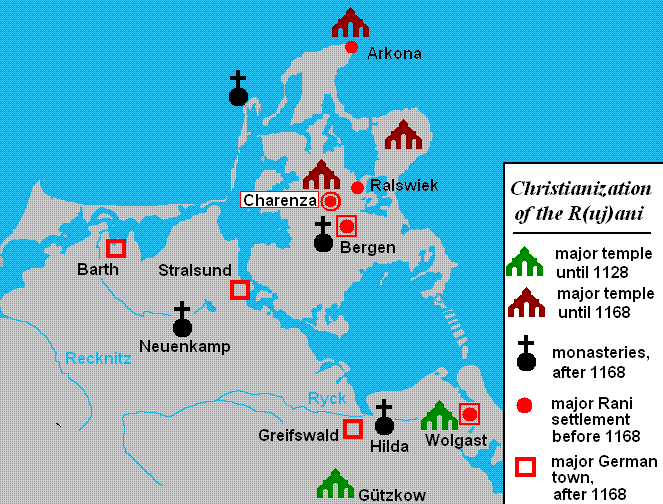
Християнізація Руянів 1128–1168 рр.

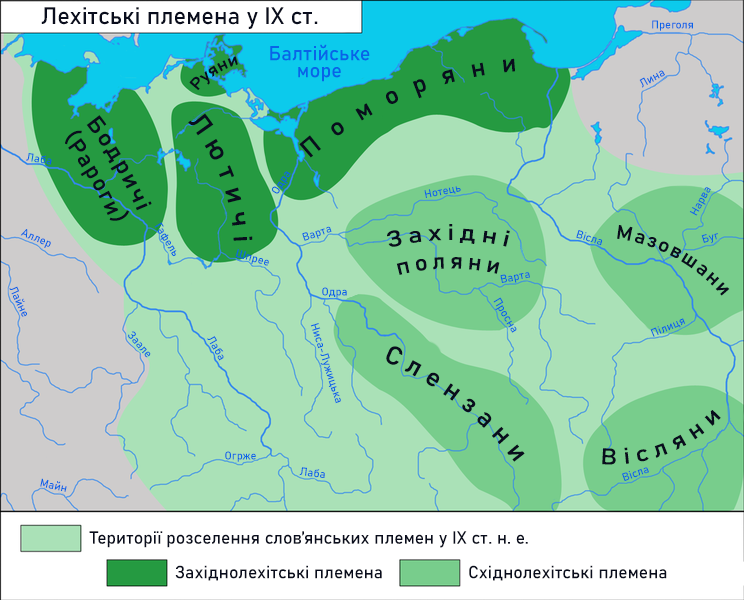
Мапа розселення лехітських племен

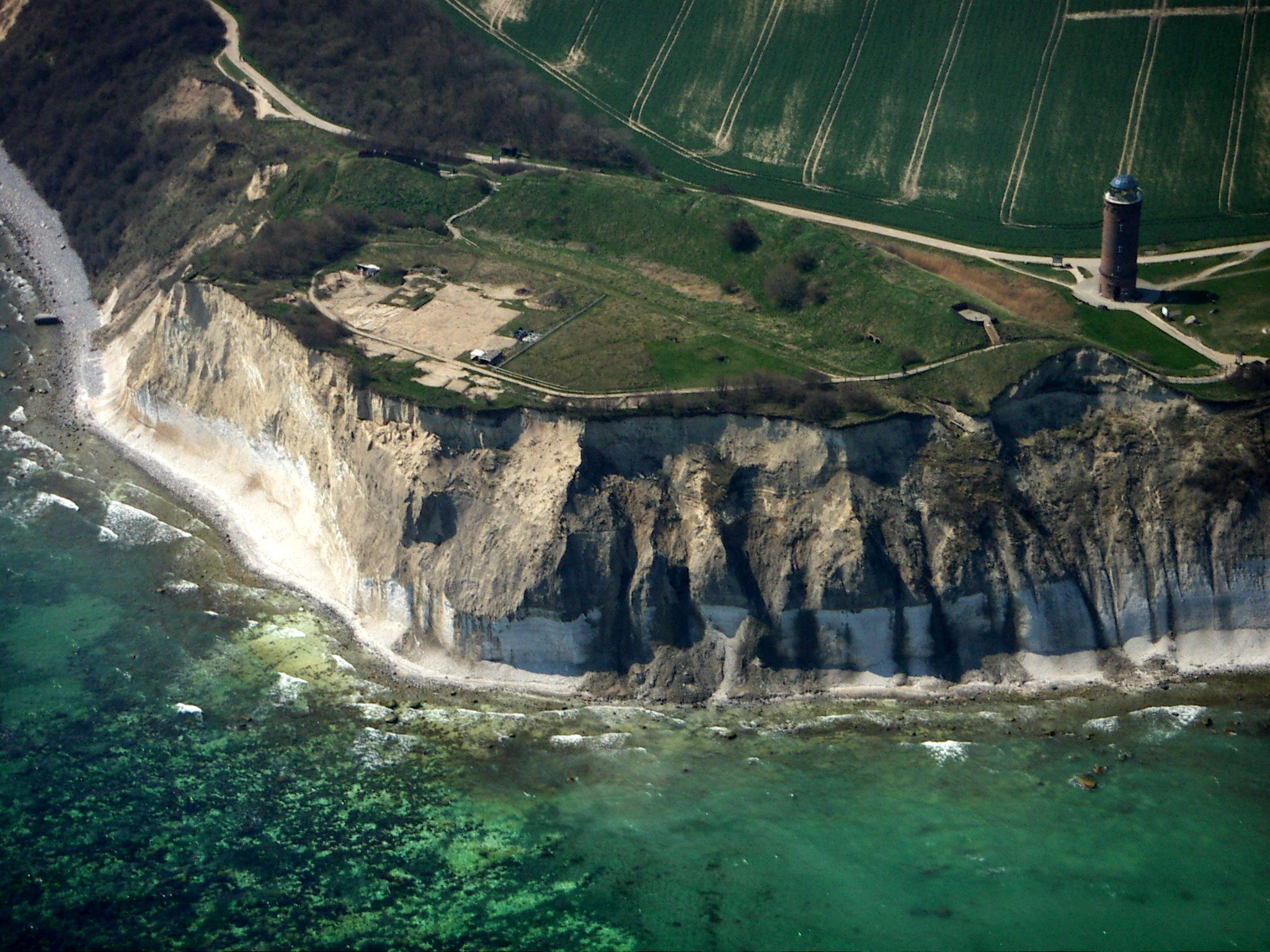
Розкопки кругової фортеці на мисі Аркона (Рюген)

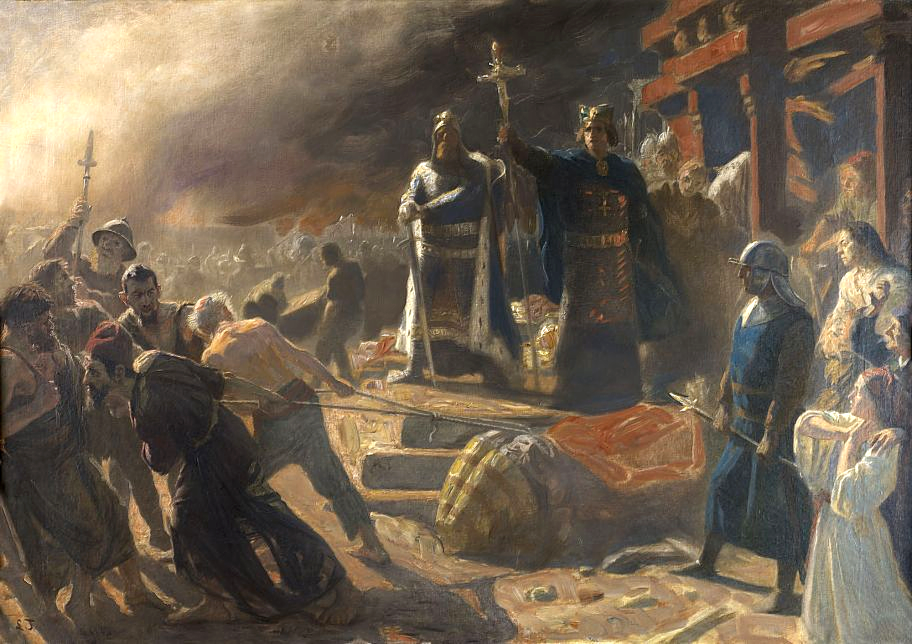
Єпископ Абсалон керує поверженням ідола Святовита в Арконі.

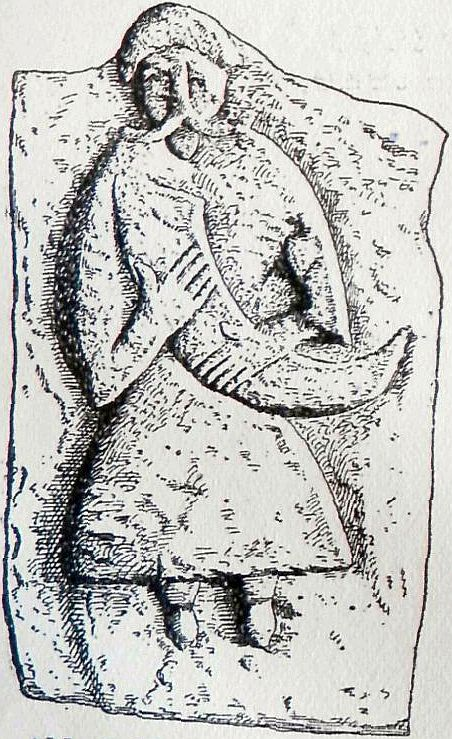
безбородий вусатий слов'янин племінного союзу лютичів (до складу якого входили руяни, укри та ін.), о. Руян, м. Аркона, археологічні досліди культури V—IX століття

Руя́ни, або рани — західнослов'янське плем'я, що заселяло з VI століття острів Рюген (Руян; Ругія).
У період середньовіччя слов'яни (так звані полабські слов'яни) заселяли острів Рюген та землі материка на південний захід від острова через Штрелазунд; землі нинішньої східної, північної і північно-західної Німеччини. Плем'ям руян правили князі, що жили у фортецях. Релігійним центром руян було святилище Аркона, в якому шанувався бог Святовит. 

Були й інші боги: «Чорнобог» з його храмом на півострові Ясмунд біля сьогоднішнього Загард (нім. Sagard), далі були Ругієвіт (нім. Rugievit), Поревіт і Поренут з храмами у релігійному центрі Чаренза, та інших богів і їхніх храмів по всій області Ранів.
Вони були одним з найпотужніших племен серед дрібніших слов'янських, які жили між Ельбою і Віслою до ХІІІ-го століття, і були одними з останніх, хто тримався за своє слов'янське язичництво (їхній релігійний центр на мисі Аркона мав вплив далеко за межами їхніх племінних кордонів). Їхній релігійний центр розміщувався в найпівнічнішій частині півострова Віттов. Цей храм збирав данину не тільки з руянів, але з усіх балтійських венедів поза Ретрою(який був головним релігійним центром раніше, і був знищений німецьким рейдом в 1068—1069 роках). Руяни, мабуть, входили до військово-племінного союзу ободритів. Руяни розмовляли діалектом полабської мови, який належить до Лехітської групи мов.
Основним заняттям руян було скотарство, землеробство і рибальство. За даними археології, руяни мали розгалужені торговельні зв'язки зі Скандинавією і Прибалтикою, а також вели війни з сусідами, захищаючи свою територію. Наприклад, деякі провінції Данії, до короля Вальдемара I, платили данину руянам, що й стало однією з причин воєн, які Вальдемар I вів з ними. У ході цих війн руяни втратили свою незалежність в 1168, їхня культова фортеця Аркона була зруйнована, святилище Святовита знищено.
Як повідомляє Саксон Граматик, першим князем руян, котрий іменувався князем Рюгена, був Теслав (пом. 1170).  Як стверджують данські літописи, князь руян Яромар I (Яромир † 1218) став васалом данського короля, а острів — частиною єпископства Роскілле. Яромар був одружений з данською принцесою Хільдегардою. За правління цього князя на материковій частині князівства з'являються поселенці-германці, які з часом асимілювали місцевих слов'ян. До цього періоду належить перше насильницьке навернення руян в християнство. 
У 1177 році руяни, разом з данцями, брали участь у нападі на міста Узедом і Волін і графство Гюцков, а в наступному році на міста Вустерхузен і Вольгаст. Після того, як 1181 році Померанське герцогство стало імперським князівством, його правителі вирішили підпорядкувати Священній Римській імперії й Рюгенське князівство. Але в 1184 році флот герцогства був знищений в бухті Грайфсвальд флотом руян, після чого данці знову напали на Узедом і Вольгаст. Таким чином, під владою правителів Данії виявилося все південне узбережжя Балтійського моря аж до 1227 року, коли після поразки в битві під Борнхьоведом данці втратили всі васальні території, за винятком Рюгенського князівства[джерело?].
У 1234 році руяни звільнилися від данського панування і розширили свої володіння на узбережжі сучасної німецької землі Мекленбург — Передня Померанія, заснувавши місто, відоме нині як Штральзунд (по-поморськи Strzélowò, по-польськи Strzałów). У 1282 році князь Віцлав II уклав з королем Німеччини Рудольфом I угоду, отримавши Рюген в довічне володіння разом з титулом імперського егермейстера. Далі слов'яни Рюгена, перебуваючи у складі різних німецьких державних утворень, протягом наступних кількох століть поступово повністю онімечилися. У 1325 році помер останній князь руянський Віцлав (колишній міннезінгер, що створив ряд ліричних пісень і дидактичних віршів-шпрухів). У 1404 році померла Гуліцина, яка, разом зі своїм чоловіком, належала до останніх жителів Руяна, які мовили по-слов'янському..

## Князі
- Віслав (бл. 955)
- Круто (Крутий) (до бл. 1066)
- Гринь (Гримн) (бл. 1100)
- Ратислав (Раче) (пом. бл. 1141)
- Стоїслав I
- Яромар (Яромир)[8];
- Цветимир[8];
- Ярослав[8];
- Бурислав (Борислав)[8];
- Барнута
- Тецлав (Чеслав) — Тетіслав (Tezlaw) близько 1168 р.[8];
- Вітслав I (близько 1282 р.)[8];
- Відомий князь острову Руян племені ругів (Рюген) племінного союзу лютичів (до складу яких входило і плем'я укри) Самбор (Sambor)[8];
- Вітслав II (XIII ст.)[8];
- Вітслав III (Wizlaw III) до 1325 р.[8].